# Wolfram Lindner
Wolfram Lindner (* 26. Februar 1941 in Lauenhain bei Mittweida; † 17. Februar 2010 in Berlin) war ein deutscher Radsporttrainer.

## Leben
In seiner Kindheit litt Wolfram Lindner an Kinderlähmung. Diese Erkrankung stand auch nach der Heilung seinen sportlichen Ambitionen entgegen, also entschied er sich für den Trainerberuf. Zuvor hatte er 1959 das Abitur in Hainichen abgelegt. Danach war er im Referat Volksbildung beim Rat der Stadt Hainichen beruflich tätig. Parallel begann er ehrenamtliche Arbeiten als Übungsleiter und Funktionär im Radsport. 1963 wurde er in die Jugendkommission des Deutschen Radsportverbandes der DDR berufen.
Er war Gründungsmitglied der Sektion Radsport der „BSG Motor Hainichen“ und zugleich Vorsitzender dieser Sektion von 1959 an. Nach ehrenamtlicher Tätigkeit als Funktionär und Übungsleiter bei der BSG Mittweida arbeitete er vom 1. Januar 1970 bis 1990 als DDR-Nationaltrainer und führte Bernd Drogan, Uwe Raab und Uwe Ampler zum Weltmeister-Titel bei den Amateuren, sowie Olaf Ludwig 1988 zum Olympiasieg im Straßeneinzelrennen. (Zwischenzeitlich wurde er von Klaus Ampler in der Funktion abgelöst, im März 1979 wieder in das Amt eingesetzt). Bereits sein erster Einsatz als Nationaltrainer war von Erfolg gekrönt, sein Fahrer Axel Peschel gewann die Algerien-Rundfahrt 1970.
Außerdem holte der von ihm trainierte Straßenvierer mehrere WM-Titel und den Olympiasieg 1988. Insgesamt fuhren die von Lindner trainierten DDR-Fahrer bei Veranstaltungen außerhalb der DDR 1119 Siege bei Einzelrennen und 109 bei Rundfahrten ein.
Nach der Wiedervereinigung arbeitete Lindner für den Bund Deutscher Radfahrer, ehe er 1992 als Nationaltrainer in die Schweiz wechselte. Er formierte Profis wie Oscar Camenzind, Mauro Gianetti, Laurent Dufaux, Rolf Järmann, Tony Rominger, Alex Zülle, Beat Zberg und Markus Zberg und andere zu einer Mannschaft. In Lindners Laufbahn als Sportlicher Leiter der Schweizer Berufsfahrer fiel der Olympiasieg von Pascal Richard im Straßenrennen in Atlanta 1996, der Gewinn der Weltmeisterschaft von Alex Zülle im Einzelzeitfahren in Lugano 1996, der Gewinn der Weltmeisterschaft von Oscar Camenzind im Straßenrennen in Valkenburg 1998, sowie viele weitere Medaillen in internationalen Titelkämpfen. Als Nationaltrainer der DDR und der Schweiz holten seine Fahrer insgesamt 23 Medaillen, darunter drei Olympiasiege und sechs WM-Titel.
Von 2000 bis 2003 leitete Lindner das Team Coast und dessen Nachfolger Team Bianchi.
Ab März 2005 trainierte er die Nationalmannschaft des Iran und erreichte mit ihr die Qualifikation für die Olympischen Spiele 2008 in Peking. Im April desselben Jahres beendete Lindner seine Trainerlaufbahn. Er gilt neben Chris Carmichael als einer der erfolgreichsten Trainer im Straßenradsport.
Zusammen mit der Firma Körber in Gundelfingen entwickelte Lindner ein Verfahren zur Fahrradrahmenvermessung mittels Lasertechnik. Sein mehrfach neu aufgelegtes Buch Radsporttraining ist eines der bekanntesten Werke in diesem Bereich.
Ihm zu Ehren wird jährlich das Wolfram-Lindner-Gedächtnisrennen in Hainichen ausgetragen, in Anlehnung an die Hainichener Rundstreckenrennen des Internationalen Barkas-Preises zwischen 1960 und 1979.

## Laufbahn
- DDR-Nationaltrainer (1970–1990)
- BRD-Nationaltrainer (1990–1992) (zusammen mit Peter Weibel)
- Schweizer Nationaltrainer (1992–2000)
- Sportlicher Leiter Team Coast/Team Bianchi (2000–2003)
- Trainer der iranischen Radnationalmannschaft (2005–2008)

## Wichtigste Erfolge
- Falk Boden, Bernd Drogan, Mario Kummer, Olaf Ludwig: Weltmeister Mannschaftszeitfahren (100 km), 1981
- Bernd Drogan: Weltmeister Amateure Straße, 1982
- Uwe Raab: Weltmeister Amateure Straße, 1983
- Uwe Ampler: Weltmeister Amateure Straße, 1986
- Olaf Ludwig: Olympiasieger Straße, 1988
- Uwe Ampler, Mario Kummer, Maik Landsmann, Jan Schur: Olympiasieger Mannschaftszeitfahren (100 km), 1988
- Pascal Richard: Olympiasieger Straße, 1996
- Alex Zülle: Weltmeister Einzelzeitfahren, 1996
- Oscar Camenzind: Weltmeister Straße, 1998

## Publikation
- Erfolgreiches Radsporttraining. Vom Amateur zum Profi. München 1994, ISBN 978-3-405-14416-6.
  - aktueller Titel: Radsporttraining: Methodische Erkenntnisse. Trainingsgestaltung. Leistungsdiagnostik. München 2005, 5. überarbeitete Auflage (Neuausgabe), ISBN 978-3-405-16964-0.